# قریه لعل

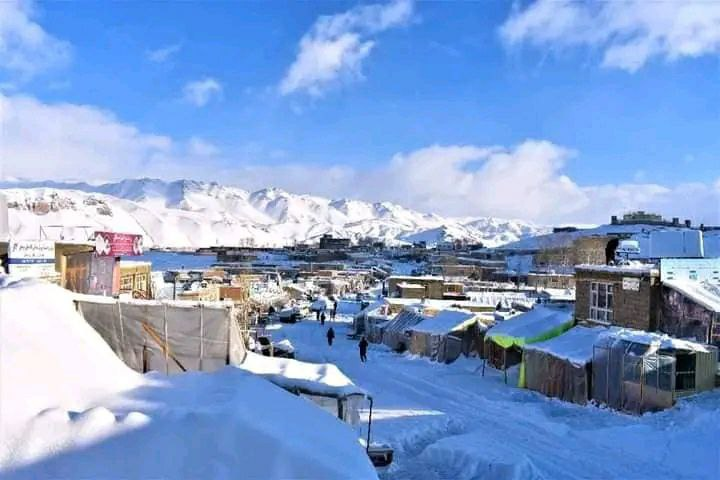
طبیعت برفی قریه لعل در زمستان سال ۱۴۰۱

لعل یا لعل و سرجنگل یک منطقهٔ مسکونی در افغانستان است که در ولسوالی لعل و سرجنگل واقع شده‌است که مرکز این ولسوالی می‌باشد.
اهالی این ناحیه مردم هزاره هستند.